# Olivier Cheuwa
Olivier Cheuwa, né à Douala, Cameroun en 1974, est un chanteur de Funk, soul et gospel. Il a vécu 22 ans au Canada avant de s'installer en Suisse en 2011. Il est coordonnateur de l'association humanitaire "Soul to care" ("âme qui compatit").

## Biographie
Olivier naît à Douala au Cameroun le 31 octobre 1974, avant de s'installer au Canada 16 ans plus tard,,. À son arrivée, il visionne Sister Act et découvre la musique. Il se joint au groupe Jireh Gospel Choir à 19 ans et participe ainsi à des festivals de musique. En 2001, il participe à un album gospel "Génération du réveil" avec Luc Dumont. En 2003, il fait la première partie du concert de Luc Gingras.
En 2004, il assure les premières de Maggie Blanchard, pionnière du Gospel Francophone, dans des concerts en France, en Belgique. Le succès au rendez-vous. Il effectuera plus tard ses propres concerts dans divers pays du monde, dont certains pour l’Unicef.
Son premier album, "Nouveau départ" sort en 2004. Il se marie en 2005 avec Flavie Crisinel .
Il remporte le titre du meilleur album francophone, à Toronto, au "Canadian Gospel Music Awards", ainsi qu'une nomination au Kora Awards en 2005.
Fin 2009, il sort son 3e album; "Mon Idéal" qui rencontrera un bon succès. Il est désigné "Coup de Cœur" de la radio France Inter en 2010. Radio Canada International en fait lui aussi son Coup de Cœur. La vidéo de la chanson "Africain" passera 35 fois au top 5 de l'année à Musimax, une chaîne de musique canadienne. Olivier Cheuwa commence alors à se faire sa place dans le monde de la musique, invité à côtoyer des artistes internationaux comme Germaine Jackson, Sean Paul, Youssouf N'Dour, Manu Dibando, Alpha Blondy ou Tiken Jah.
En décembre 2010, se tient la première édition de "Soul of care", son association humanitaire, soit des concerts dans les prisons de Dakar, Thiès et Diourbel au Sénégal.
En 2011, après avoir vécu 22 ans au Canada, il va s'installer en Suisse .
En 2013 , il Sort son 4e Album " Le Retour" pour confirmer son statut d'artiste engagé et continuer ses projets musicaux .
En 2014, il participe au concours TV The Voice Suisse,.

## Discographie
Olivier a réalisé 5 albums solo et a participé à un album collectif.
Solo
1. Nouveau départ (2004)
2. Live à Bruxelles (2006)
3. Mon idéal (2009)
4. En Live (2011)
5. Le Retour (2013)

Collectif
1. Génération du réveil (2001)

## Site web officiel
- oliviercheuwa.com